# Bitwa pod Mińskiem Mazowieckim (1939)
Bitwa pod Mińskiem Mazowieckim – starcie stoczone 13 września 1939 podczas kampanii wrześniowej.
Polska Grupa Operacyjna Kawalerii, dowodzona przez generała Władysława Andersa, uderzyła pod Mińskiem Mazowieckim na oddziały 3 Armii niemieckiej, otaczającej Warszawę od wschodu. Grupa operacyjna zamierzała odrzucić Niemców na wschód i dołączyć w okolicach Kałuszyna do cofającej się znad Bugu na południe Armii „Modlin”. Początkowo natarcie wojsk polskich przebiegało pomyślnie, dzięki czemu znaczna część sił niemieckich została wypchnięta z obszaru leżącego na zachód od Mińska Mazowieckiego. Później jednak na skutek przewagi niemieckiej natarcie zostało wstrzymane.